# Свјетско првенство UCI
Свјетско првенство UCI је годишње такмичење које организује Свјетска бициклистичка унија (UCI) како би одредила свјетског шампиона у бициклизму. Првенства се одржавају у више разних стилова бициклизма, у другој држави сваке године. Свјетски шампион носи бијелу мајицу са обојеним тракама у подручју груди до наредног првенства. Због сличност са бојама дуге, дато јој је име мајица дугиних боја. Прва три возача или тима, добијају златну, сребрну и бронзану медаљу. Бившим свјетским шампионима дозвољено је да носе украс на крагни и рукавима у дугиним бојама.
Првенства се одржавају за мушкарце и жене у друмском, бициклизму на писти, циклокросу, брдском бициклизму, BMX-у и бициклизму у дворани. Такође се одржавају и Свјетска првенства у парабициклизму, друмско и на писти.
Од 2023. на сваке четири године, годину прије Олимпијских игара, одржаваће се заједничко Свјетско првенство, на којем ће се у периоду од двије недеље, у истом граду, такмичити бициклисти из 13 различитих Свјетских првенстава.

## Историја
Прва Свјетска првенства организовала је Међународна бициклистичка федерација (ICA), претеча Свјетске бициклистичке уније, која је основана у новембру 1892. године, од стране владајућих бициклистичких тијела Велике Британије, Канаде, Француске, Холандије, Италије, Њемачке и Белгије. ICA је формирана на иницијативу Националне бициклистичке уније у Великој Британији. До тада, њихово првенство, које је било отворено за бициклисте из свих држава, сматрало се незваничним Свјетским првенством. С обзиром на то да је било потребно основати првенство које је независно од националних бициклистичких организација, Хенри Стормеј, уредник часописа Бициклиста, предложио је 1892. оснивање Међународне бициклистичке асоцијације.
Прво признато Свјетско првенство одржано је у Чикагу 1893. године. На првенству су вожене дисциплине на писти — трке на једну миљу, 10 km и 100 km, у којој су возачи возили у тандему од по шест возача. Американац, Артур Аугустус Зимерман побиједио је на тркама на једну миљу и 10 km, док је јужноафриканац Лоренс Ментјенс побиједио на трци на 100 km.
Првенство 1894. у Антверпену било је, као и у Чикагу, за аматере. Њемац Аугуст Лехр побиједио је у спринту на миљу, Холанђанин Јап Еден побиједио је у трци на 10 km, док је Норвежанин Вилхелм Хајни побиједио у трци на 100 km.
Године 1895, први пут је одржано првенство за професионалце; одржано је у Келну. Холанђанин Метју Корданг побиједио је у трци на 100 km, док је Јап Еден побиједио у спринту на миљу.
Дефиниција аматеризма и професионализма била је битна Међународној бициклистичкој федерацији, јер је Национална бициклистичка унија дозвољавала само национална тијела која дијеле њихову стриктну дефиницију аматеризма. Та дефиниција аматеризма искључила је француско владајуће тијело за бициклизам, којем је било дозвољено да посматра састанке, али не и да гласа. Француска је била незадовољна искључивањем, због чега је Британија захтијевала посебно гласање за Енглеску, Велс, Ирску и њихове колоније. Због бројних несугласица, Француска и остале државе формирале су супарничко тијело прије првенства 1900 — Свјетску бициклистичку унију, која је постала владајуће тијело за бициклизам, док је Међународна бициклистичка федерација престала да постоји. Британији није било дозвољено чланство до 1903. јер није била на састанку оснивача.
Организовање првенстава првобитно је додјељивано укруг, државама чланицама које су биле конкурентне, што је гарантовало продају улазница. Домаћин првенства дужан је да Свјетској бициклистичкој унији плати 30% од продаје улазница за првенства на писти и 10% за друмска првенства. Од тога, UCI задржава 30%, док 70% даје државама учесницима, сразмјерно броју догађаја у којима су учествовале. Највећи зарађени новац у периоду прије рата је 600.000 франака у Паризу 1903. године.
Првобитно је основано пет првенстава: спринт за аматере и професионалце, друмска трка за аматере и професионалце и вожња иза мотора. Друмско првенство први пут је одржано 1927. године, на стази Нирбугринг, у данашњој Њемачкој. Аматери и професионалци су возили заједно, стартовало је 55 возача, од чега су 33 били аматери. Побиједио је Италијан Алфредо Бинда, подијум су употпунили Италијани — Костанте Ђирарденго и Доменико Пјемонтези. Од аматера, Белгијанац Жан Арт завршио је трку на петом мјесту и проглашен је за аматерског свјетског шампиона.
Свјетско првенство се од оснивања одржавало посебно у свим дисциплинама, различитим датумима и у различитим државама, сваке године. Од 2023. по први пут ће првенство бити одржано у истом граду у свим дисциплинама, као јединствено Свјетско првенство у бициклизму. Домаћин првог јединственог првенства је Глазгов, након чега ће јединствено Свјетско првенство бити одржавано сваке четири године, годину прије Олимпијских игара. Укупно ће 13 различитих Свјетских првенстава бити спојено у једно: друмско, првенство на писти, парабициклистичко друмско и првенство на писти, четири различита првенства брдског бициклизма — даунхил, маратон, крос кантри и крос кантри елиминатор; два BMX првенства — слободни стил и стандард, као и првенство у дворани и првенство за аматере.
Због пандемије вируса корона, 2020. су отказани Свјетско парабициклистичко друмско првенство, Свјетско BMX првенство,, Свјетско урбан првенство 
и Свјетско првенство у бициклизму у дворани, док су Свјетско друмско првенство и Свјетско првенство у брдском бициклизму помјерени за каснији датум.

## Свјетска првенства

### Тренутна првенства
- Свјетско друмско првенство UCI
- Свјетско првенство UCI у бициклизму на писти
- Свјетско првенство UCI у брдском бициклизму
- Свјетско првенство UCI у брдском бициклизму (маратон)
- Свјетско урбан првенство UCI
- Свјетско циклокрос првенство UCI
- Свјетско BMX првенство UCI
- Свјетско првенство UCI у бициклизму у дворани
- Свјетско парабициклистичко друмско првенство UCI
- Свјетско парабициклистичко првенство UCI у бициклизму на писти

### Укинута првенства
- Свјетско Б првенство UCI

## Свјетска првенства за јуниоре

### Друмски бициклизам
- 1975—2004: Свјетско друмско првенство UCI
- 2005—2009: Јуниорско Свјетско првенство UCI
- 2010: Свјетско јуниорско друмско првенство UCI
- 2011—тренутно: Свјетско друмско првенство UCI

### Бициклизам на писти
- 2005—2009: Јуниорско Свјетско првенство UCI
- 2010—тренутно: Јуниорско Свјетско првенство UCI у бициклизму на писти